# Maetinga
Maetinga  é um município brasileiro no interior do estado da Bahia, distante cerca de 609 quilômetros da capital estadual Salvador e integra o Território de Identidade Sudoeste Baiano .
Sua população foi estimada em 2024 em 7 212 habitantes, segundo dados do Instituto Brasileiro de Geografia e Estatística (IBGE).

## História
Maetinga foi criado através do desmembramento do município de Jânio Quadros, de acordo com a lei n.º 4446 de 09 de maio de 1985, tendo seu território povoado em 1876, devido ao desenvolvimento da agropecuária e do comércio. Em 1885, a família fundadora, João Francisco de Lima, sua esposa e seus 14 filhos chegaram à fazenda conhecida como lagoa do monte alegre. Se dedicavam a agricultura, a pecuária e ao descortiçamento de matas. A família participava ativamente dos festejos religiosos como a festa de Santo Antônio e Santa Rita, celebrada na residência de Joãozinho Matias e sua esposa. Em 1888, as missas passaram a ser celebrada na residência do fundador pelo Padre João Gilberto. Essas celebrações religiosas permaneceram até 1906, ano em que João Francisco Lima faleceu.
Em 1919, surgiram as casas de comércio: a venda de Antônio Bizor e a venda de Sebastião Lima Filho, em 1924 a loja de Francisco de Aliça, em 1925 a loja de Casimiro Souza, e assim o povoado foi se desenvolvendo.

## Topônimo
Maetinga é de origem tupi-guarani, e significa: mãe (monte) e tinga (alegria), significado do antigo nome do local, Monte Alegre.

## Geografia
O município está localizado no sudoeste da Bahia, encontra-se situado entre a mesorregião centro sul baiana e a microrregião de Brumado.

### Hidrografia
Maetinga é banhada pelo Rio Gavião, uma outra fonte de água é o Riacho do Pires.

### Vegetação
A vegetação do município é composta pela caatinga arbórea aberta, sem palmeiras, caatinga floresta estacional e caatinga arbórea aberta, com palmeiras.

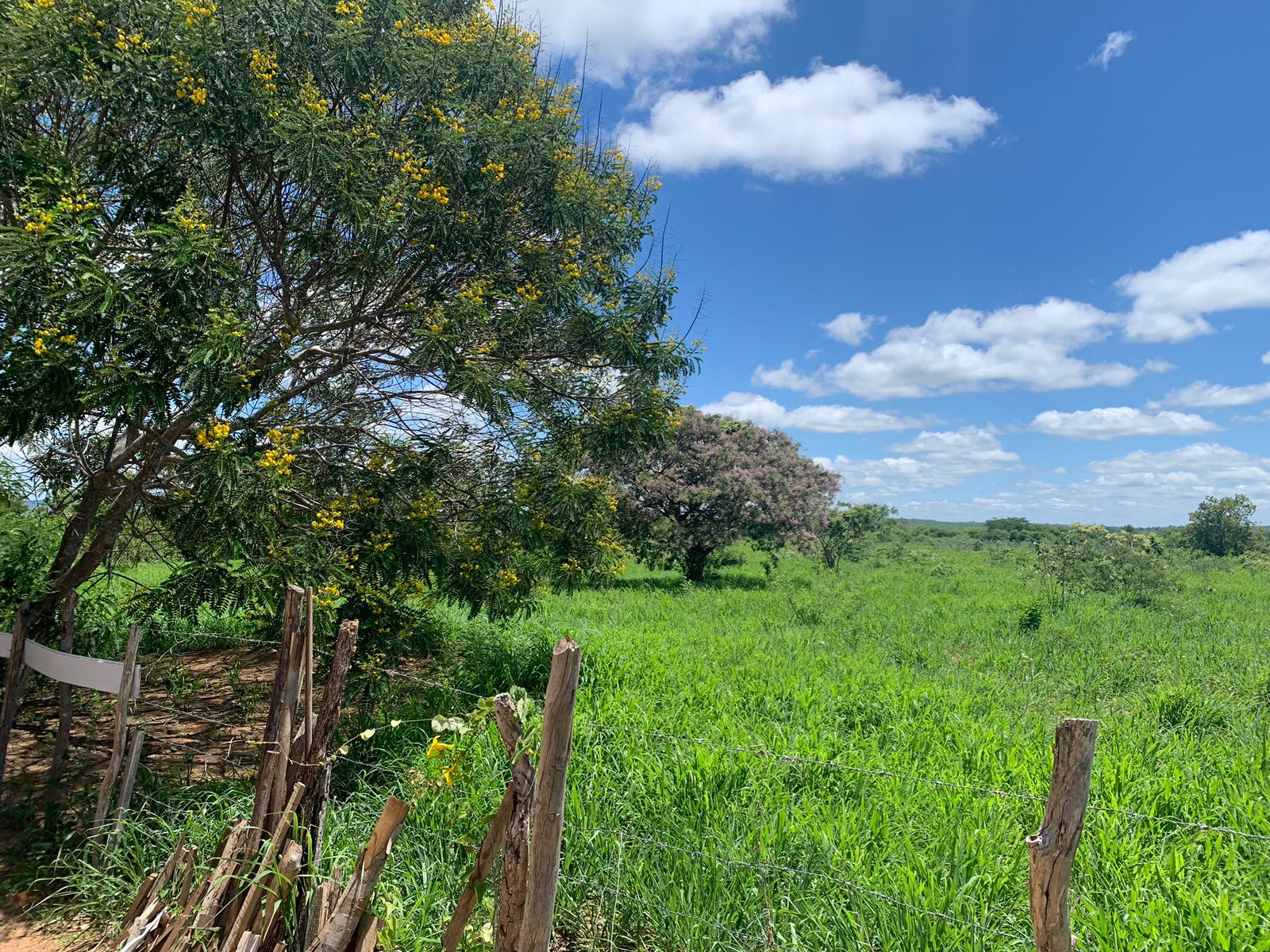
Vegetação de Maetinga
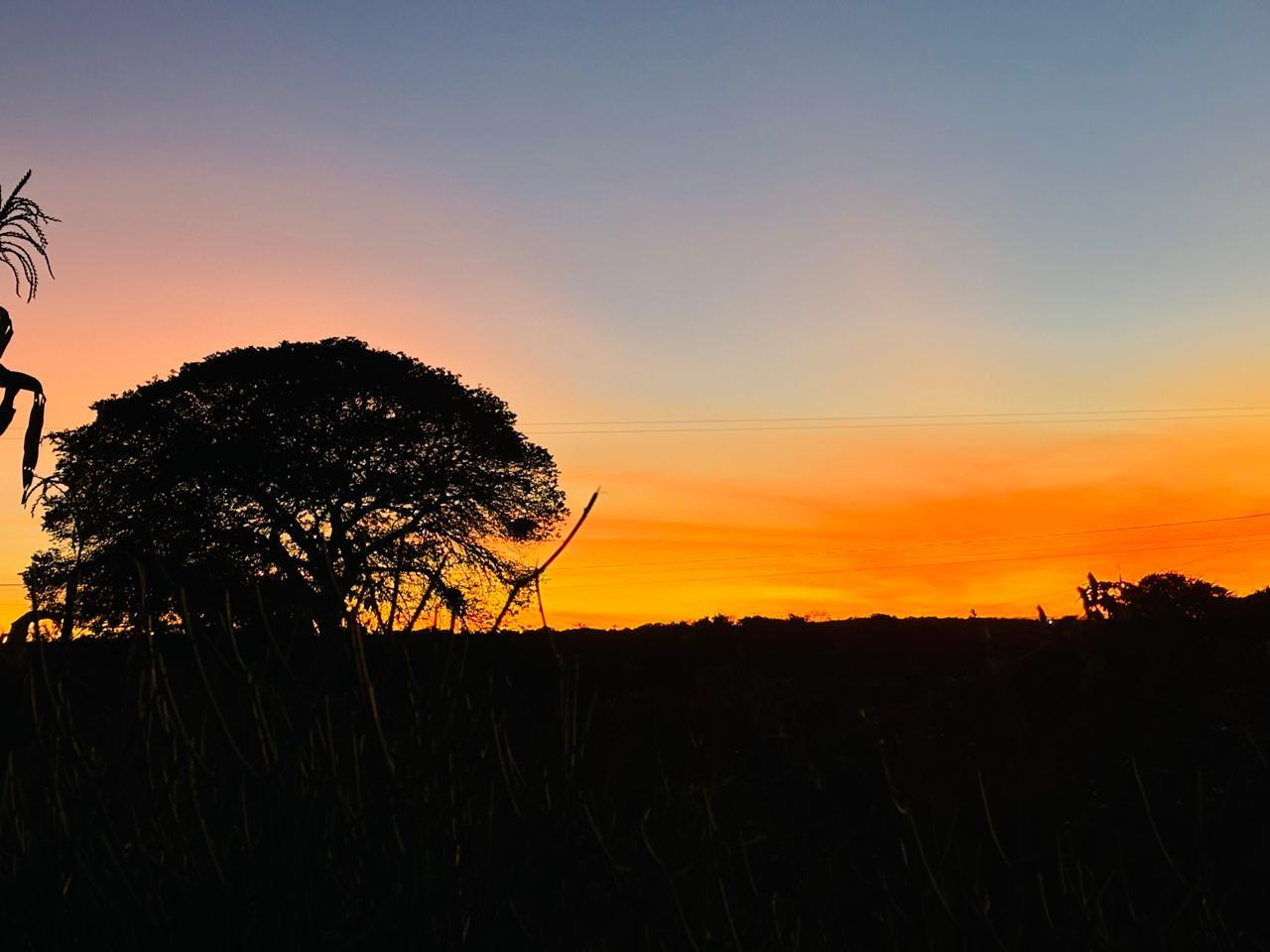
Vegetação xerófita

### Clima
O clima do munícipio é caracterizado como semiárido, com temperaturas médias anual de 21,7ºC, máxima de  27,0º C e mínima de 17,5º C. A cidade apresenta um período de seca entre oito e nove meses, a chuva se concentra entre novembro e janeiro, com precipitação anual de 600-800 mm.

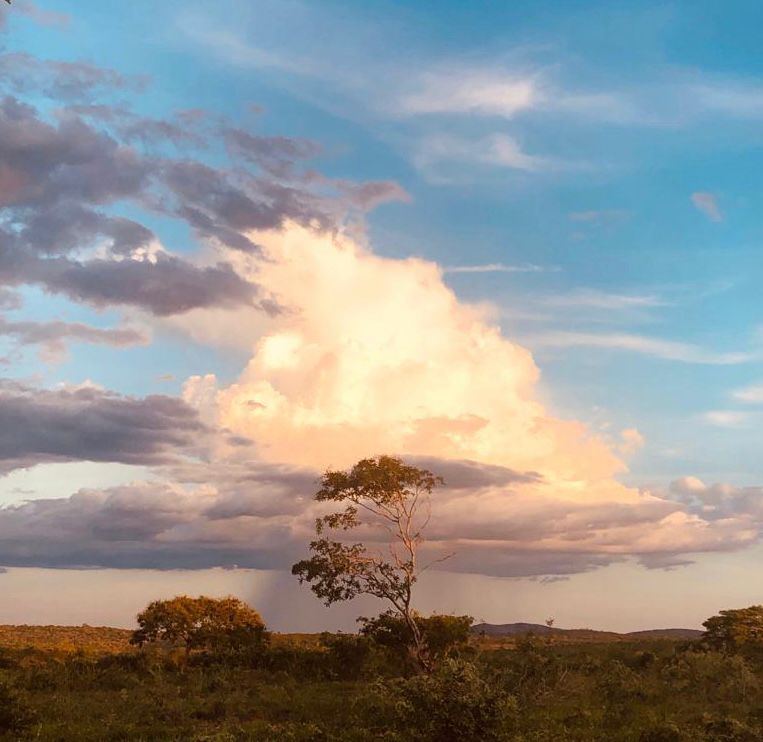
Chuva em Maetinga
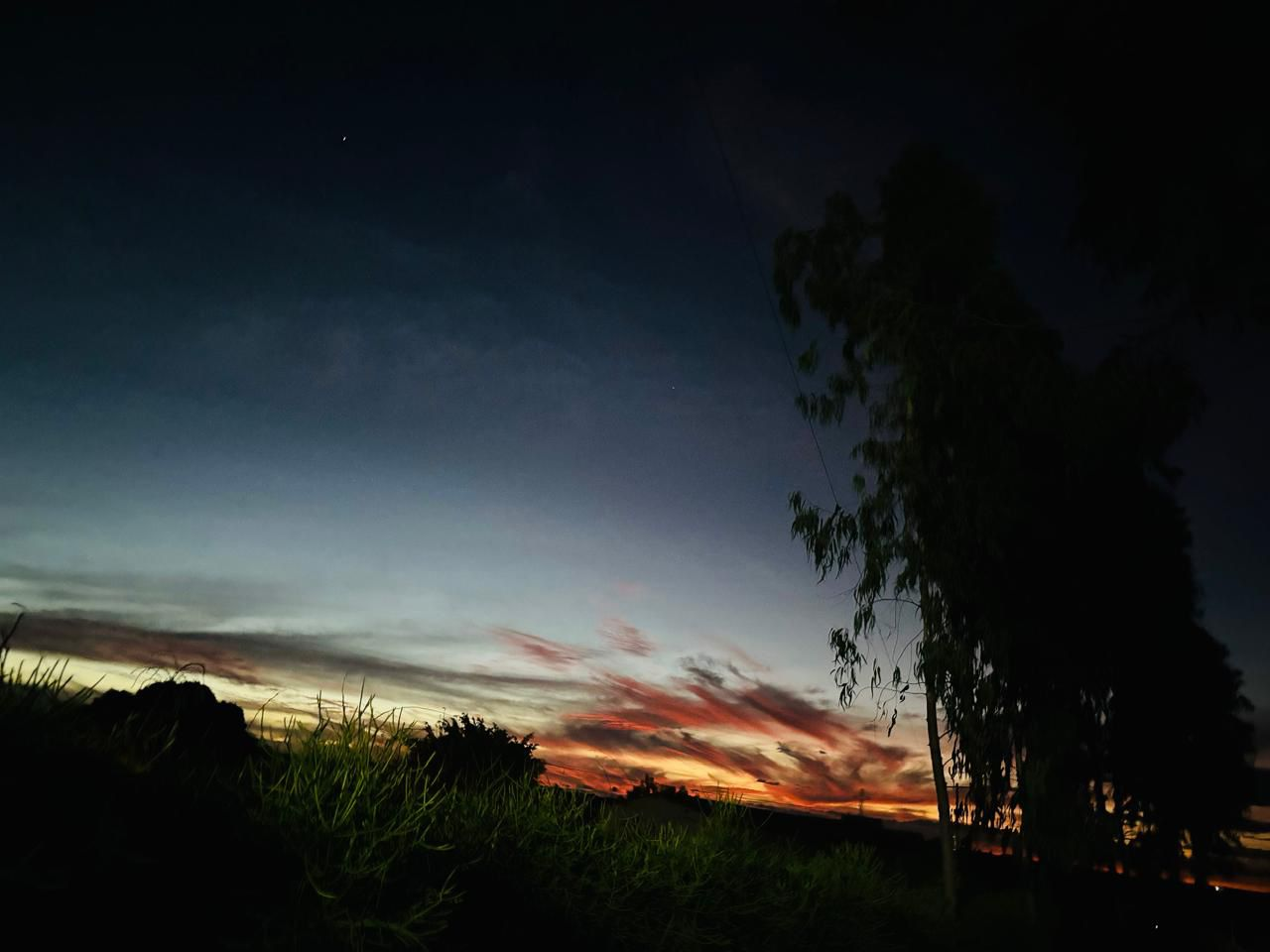
Entardecer no município

## População
Segundo o Censo 2022 do IBGE, a população de Maetinga é de 6 973 habitantes, ocupando a posição 388ª na Bahia, 1365ª no Nordeste e 3659ª no Brasil. No entanto, já teve a menor população da Bahia, de acordo com a estimativa do IBGE de 2021, com 2 386 habitantes.

## Economia
A base da economia do município é a agricultura e a pecuária. Além disso, o setor de serviços desempenha um papel relevante na economia local, com destaque para o comércio varejista, serviços de saúde, educação e turismo.

## Infraestrutura

### Educação
A taxa de escolarização no município entre crianças e adolescentes de 6 a 14 anos em 2010, era de 98%. Em relação a educação, o Índice de Desenvolvimento da Educação Básica (IDEB) no ano de 2021, era de 5,6 nos anos iniciais do ensino fundamental (rede pública), e 4,9 nos anos finais do ensino fundamental (rede pública). Em 2021, o município contava com  9 escolas de ensino fundamental e 1 de ensino médio.

### Saúde
A cidade possui algumas unidades de saúde, dentre as quais se destacam, a Policlínica Maetinga, Serviço de atendimento móvel de urgência, Bioclínica.

## Organização Político-Administrativa
O Município de Maetinga possui uma estrutura político-administrativa composta pelo Poder Executivo, chefiado por um Prefeito eleito por sufrágio universal, o qual é auxiliado diretamente por secretários municipais nomeados por ele, e pelo Poder Legislativo, institucionalizado pela Câmara Municipal de Maetinga, órgão colegiado de representação dos munícipes que é composto por 9 vereadores também eleitos por sufrágio universal.

### Atuais autoridades municipais de Maetinga
- Prefeito: Sergio Barros Moreira - Avante[20]
- Vice-prefeito: Idaildo Pereira da Silva "Dai do Caminhão" - Republicanos[20]